# Grammy Hall of Fame
Der Grammy Hall of Fame Award ist eine von der US-amerikanischen Recording Academy in Los Angeles vergebene Auszeichnung, die Lieder und Musikalben von dauerhafter qualitativer oder historischer Bedeutung würdigt.

## Hintergrund
Die Recording Academy, die seit 1959 jährlich die Grammy Awards in zurzeit 84 Kategorien an Künstler wie Sänger, Komponisten, Musiker sowie Produktionsleiter und die Tontechnik verleiht, vergibt neben diesen Hauptpreisen für Aufnahmen und Werke eines bestimmten Jahres auch mehrere allgemeine persönliche Preise, darunter  den Lifetime Achievement Award, die Auszeichnung für das Lebenswerk, den Trustees Award, den Technical Grammy Award, den Grammy Legend Award und den MusiCares Person of the Year Award. 
1973 wurde zusätzlich die Grammy Hall of Fame eingerichtet. Seitdem werden dort Lieder und Alben aufgenommen, die mindestens 25 Jahre alt sind und aus Sicht der Recording Academy eine besondere qualitative oder historische Bedeutung haben. Seit 2000 gibt es auch eine ähnliche Auszeichnung speziell für den Bereich der lateinamerikanischen Musik, den Latin Grammy.

## Bisherige Preisträger
- Liste der Preisträger des Grammy Hall of Fame Awards (A–D)
- Liste der Preisträger des Grammy Hall of Fame Awards (E–I)
- Liste der Preisträger des Grammy Hall of Fame Awards (J–P)
- Liste der Preisträger des Grammy Hall of Fame Awards (Q–Z)